# 엘리펀트 퀸
엘리펀트 퀸(The Elephant Queen)은 케냐에서 제작된 마크 디블 감독의 2019년 다큐멘터리 영화이다. 추이텔 에지오포가 내레이션으로 참여하였다.
2019년 크리틱스 초이스 영화상 후보에 올랐다.

## 목소리 출연
- 추이텔 에지오포 - 나레이션